# Joanna Rose
Joanna Rose, född 1 maj 1949 i Warszawa, är en svensk vetenskapsjournalist, radiomakare och författare.
Efter avslutade studier i fysik och fil. lic. i atmosfärisk fysik vid Stockholms universitet började hon 1987 som reporter på Vetenskapsradion i P1. Hon har i många år varit skribent och redaktör på tidskriften Forskning & Framsteg.  Mellan 1999 och 2004 var hon producent och programledare för Filosofiska rummet, Sveriges Radio P1. Åren 2014-2017 var hon även redaktör på tidskriften Modern filosofi.
Boken Duktighetsfällan, en överlevnadshandbok för prestationsprinsessor, (tillsammans med stressforskaren Aleksander Perski) gavs för första gången ut 2008. Den beskriver vilka psykologiska krafter och samhällsmekanismer som får så många unga kvinnor (och även män) att duka under av enorma krav på sig själva och orimliga förväntningar på vad de ska prestera.
Hennes senaste bok, Kosmiskt pussel (Volante 2017), handlar om modern kosmologi, och om hur dagens vetenskapliga bild av världsalltet vuxit fram.